# أطومات
الأطومات (الاسم العلمي Dugongidae)، فصيلة من رتبة الخيلانيات، وهي حيوانات بحرية جسمها يشبه جسم الحيتان، يصل
طول الواحد منها إلى نحو 3 م ويزن بين 200-300 كغم، أنفها معقوف والفم سفلي، يحمل الفك العلوي قاطعتين طويلتين كأنياب الفيل
يصل طول الواحدة منهما إلى 20 سم، والأضراس قليلة تبدي ملامح التردي مثل غياب الميناء وعدم وجود فاصل بين التاج والجذر،
زعنفتها الذيلية صفيحية مشطورة إلى نصفين.